# Cop d'estat a Guinea Bissau de 1980
El cop d'estat de Guinea Bissau de 1980 va ser el cop militar sense sang que va tenir lloc a Guinea Bissau el 14 de novembre de 1980. Dirigit pel primer ministre i general João Bernardo Vieira, va comportar la deposició del president Luís Cabral (miggermà del líder anticolonial Amílcar Cabral), que ocupava el càrrec des de 1973, mentre la Guerra de la Independència del país encara continuava.

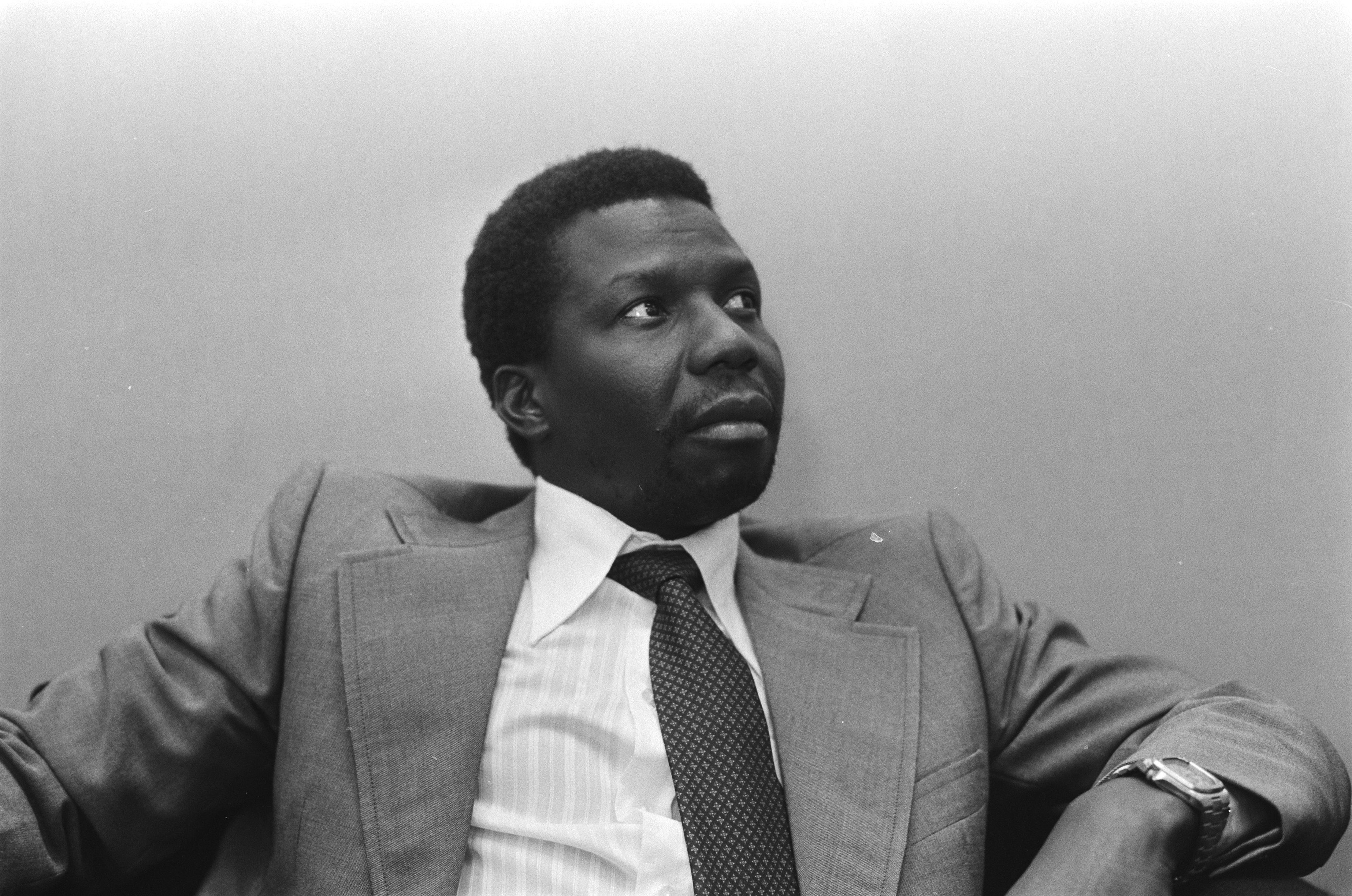
João Bernardo Vieira com a primer ministre poc abans del cop d'estat.

## Efectes en les relacions amb Cap Verd
El cop d'estat va provocar l'abandonament de la proposta d'unificació de Guinea Bissau amb Cap Verd, un país també lusòfon de l'Àfrica Occidental. Abans del cop d'estat, la unificació estava escrita a les constitucions dels dos països, i el Partit Africà per la Independència de Guinea i Cap Verd (PAIGC),l'únic partit legal que governava en ambdós països, els considerava "repúbliques germanes" amb "dos cossos i un sol cor". Els països, fins i tot, tenien banderes gairebé idèntiques i compartien l'himne nacional.

Luís Cabral el 1973.

No obstant això, les elits de Cap Verd es van oposar a la unificació i, finalment, Vieira va derrocar el govern del president Cabral (d'origen capverdià) a Guinea Bissau en un cop d'estat sense sang, que els informes inicials van atribuir a la lluita racial entre la població negra de Guinea Bissau i la població mulata (mestiços) "estrangera" de Cap Verd, que Cabral encarnava.

El cop d'estat va portar a la separació de Cap Verd el 20 de gener de 1981. La branca capverdiana del partit PAIGC es va separar i va formar el nou partit, el Partit Africà per la Independència de Cap Verd (PAICV), sota el lideratge d'Aristides Pereira, president de Cap Verd i antic secretari general del PAIGC.

Bandera de Guinea Bissau.
Bandera de Cap Verd en ús fins al 1992.

## Conseqüències

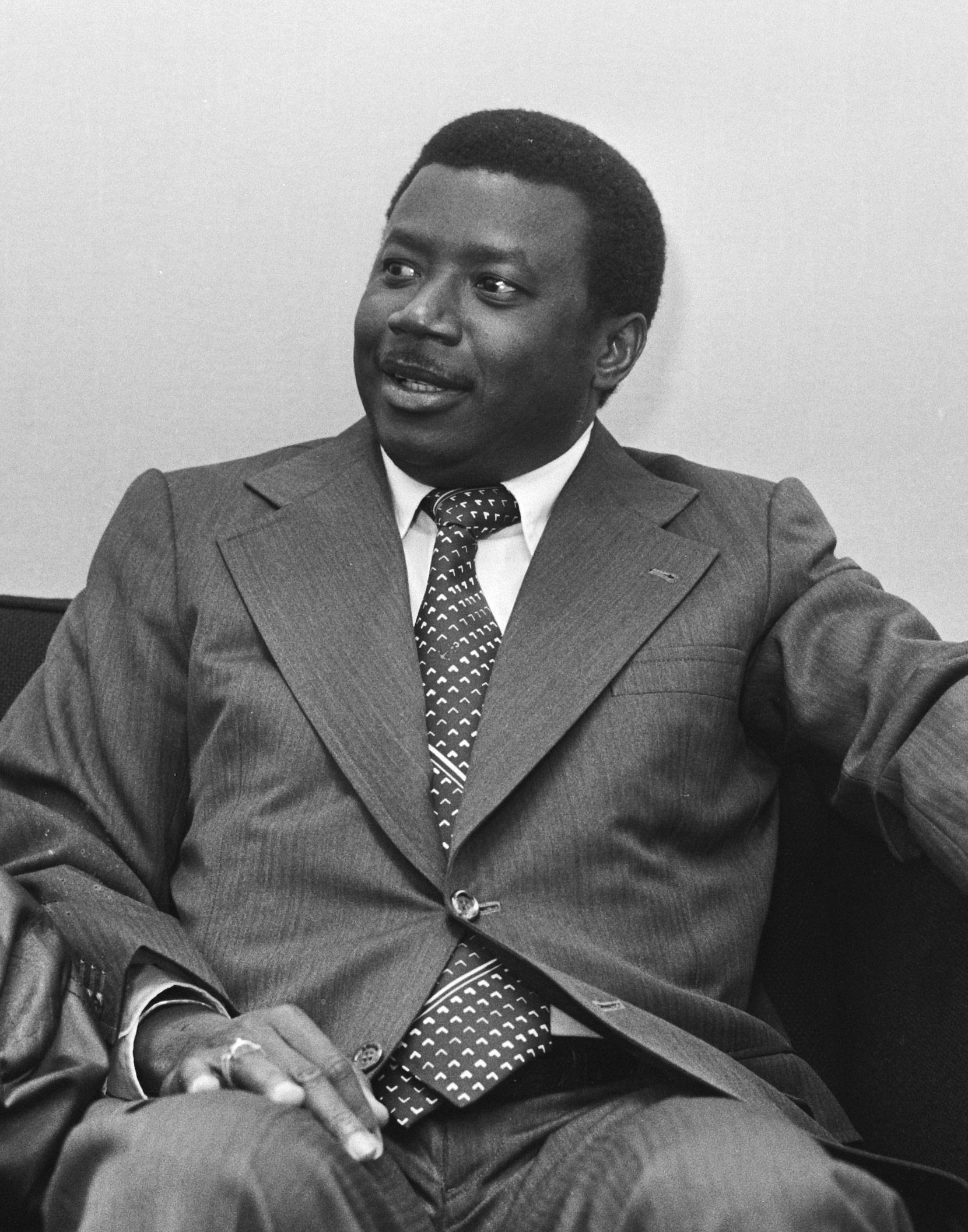
Victor Saúde Maria el 1980.

El general Vieira va anunciar la creació del Consell Revolucionari, que exerciria tots els poders executius i legislatius del país. Finalment, es va desenvolupar una lluita pel poder entre Vieira i Victor Saúde Maria, primer ministre i vicepresident del Consell Revolucionari, l'únic membre civil del cos, que es va veure obligat a exiliar-se a Portugal el març de 1984. Dos mesos després. es va promulgar una nova Constitució, proclamant Vieira com a president i retornant el país al domini civil.
El mateix Vieira va ser deposat a la Guerra Civil de 1998-99 i exiliat també a Portugal el juny de 1999. Vieira, però, va tornar al país el 2005 i va ser escollit novament com a president. En va ocupar el càrrec fins al seu assassinat per part d'un grup de soldats el 2 de març de 2009.